# Hildegarda Luísa da Baviera
Hildegarda Luísa Carlota Teresa Frederica da Baviera (em alemão:  Hildegard Luise Charlotte Theresia Friederike von Bayern; Wurtzburgo, 10 de junho de 1825 - Viena, 2 de abril de 1864) foi a quarta filha de Luís I da Baviera e de sua consorte, Teresa de Saxe-Hildburghausen.
Em 1º de maio de 1844, em Munique, Hildegarda desposou o arquiduque Alberto Frederico de Áustria-Toscana, o filho mais velho do arquiduque Carlos da Áustria-Toscana e da princesa Henriqueta de Nassau-Weilburg. Eles tiveram três filhos:
- A arquiduquesa Maria Teresa Ana da Áustria (1845-1927), desposou Felipe de Württemberg.
- O arquiduque Carlos Alberto Luís da Áustria (1847-1848)
- A arquiduquesa Matilde Maria Aldegunda Alexandra da Áustria (1849-1867), que morreu devido a queimaduras causadas quando sua saia pegou fogo, pois ela escondeu nela um cigarro aceso de seu pai . [carece de fontes?]